# 阿泽斯二世

阿泽斯二世（希腊语： Ἄζης ； 佉卢文 : 𐨀𐨩 )，可能是最后一位印度-斯基泰国王，大约在公元前35-12 年间统治着北部印度次大陆（现代巴基斯坦）。
目前人们普遍怀疑“阿泽斯二世”及与其同名的“阿泽斯一世”很可能是同一位国王。传统上对二人的划分主要根据为钱币学图案及风格的差异，但近年来发现的复打于“阿泽斯二世”钱币上的“阿泽斯一世”钱币似乎推翻了这一传统划分。 所谓“阿泽斯二世”统治时期的钱币等物品，很可能同样属于阿泽斯一世。 
阿泽斯二世死后，印度-斯基泰人在印度西北部和巴基斯坦的统治最终随着贵霜人的征服而土崩瓦解。贵霜人是在巴克特里亚地区生活了一个多世纪的月氏五部落之一，扩张到印度后他们建立了贵霜帝国。不久之后，帕提亚人从西方入侵。他们的领袖贡多法雷斯暂时取代了贵霜人，并建立了持续到公元 1 世纪中叶的印度-帕提亚王国。贵霜人最终在大约公元 75 年左右收复了印度西北部，并在那里维持了几个世纪的繁荣。

## 名字
阿泽斯的名字出现在他所发行的货币上，包括了希腊语形式（ Ἄζης )和佉卢文形式(𐨀𐨩), 他们均源自塞語名字 ，意为“领袖”。 